# Šivádží
Šivádží, plným jménem Šivádžírádžé Bhóslé (maráthsky शिवाजीराजे भोसले), známý podle svého panovnického titulu též jako čhatrapatí Šivádží, Mughaly přezdívaný „horská krysa“ (narozený 19. února 1630, zemřel 3. dubna 1680), byl zakladatelem Maráthského státu v západní Indii.

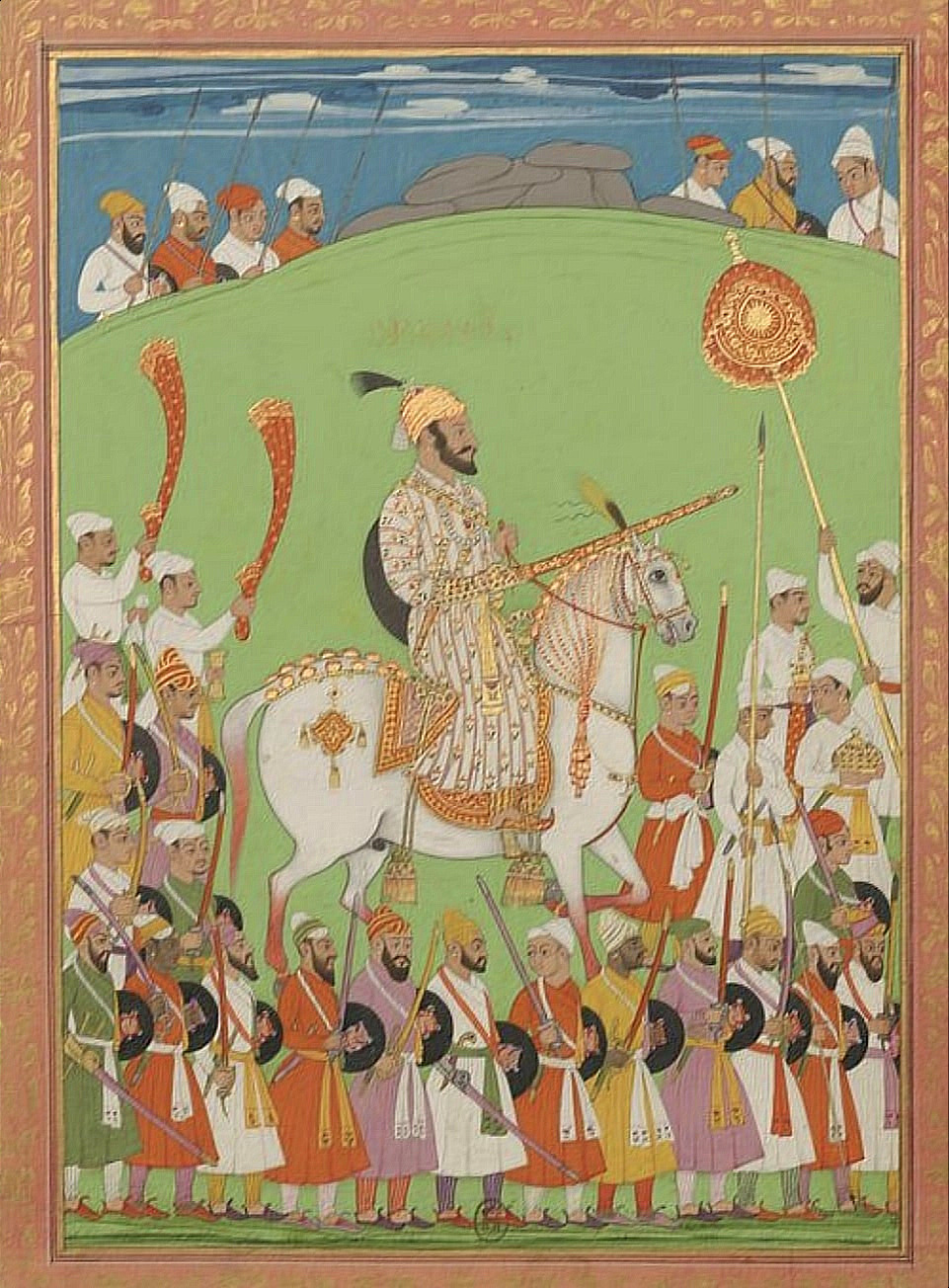
Šivádží v čele svého vojska

Byl synem maráthského náčelníka Šáhdžího z rodu Bhóslé a rádžputské princezny. Jeho otec byl vazalem muslimského sultanátu Ahmadnagar a po jeho zániku roku 1632 složil státu Bidžápur. Šivádží však muslimy nenáviděl, už jako šestnáctiletý mladík roku 1646 napadl Bidžápur a zmocnil se dvou muslimských pevností. Za dalšího tažení roku 1659 úkladně zavraždil muslimského vojevůdce Afzala Chána, který ho sám chtěl také zavraždit. Po svém nástupu na trůn roku 1664 Šivádží vyhlásil válku Bidžápuru a později i Mughalské říši. Císař Aurangzéb jej dal proto roku 1666 uvěznit, Šivádží však z vězení uprchl a stal se ještě nesmiřitelnějším nepřítelem Mughalů. Jeho sídelním městem bylo Puné, od roku 1664 vládl jako rádža (král), roku 1674 však přijal titul čhatrapati (císař), čímž se formálně postavil na roveň mughalskému panovníkovi. Rozšířil území Maráthů na úkor mughalské říše i sousedních hinduistických a muslimských státečků. Expandoval na jih a západ do oblasti Karnatáky až po řeku Tungabhadru.
Šivádží byl vynikající stratég, v boji s Mughaly upřednostňoval guerrilovou taktiku v nepřehledném horském terénu, čímž si vysloužil nelichotivé přízvisko "horská krysa". Hlavní část jeho armády tvořila lehká jízda. Dokázal si vytvořit také kvalitní námořnictvo, s nímž postupně ovládl téměř celé západní pobřeží Indie. Na moři bojovali Šivádžího vojáci nejen s Mughaly, ale také s Portugalci a somálskými piráty.
Byl však i schopný politik a organizátor, Namísto dosavadního lenního systému a dědičných dvorských úřadů zavedl školené úřednictvo a volenou státní radu, v jejímž čele stál péšva (první ministr).´Hodnostářům nebyla udělována léna, ale vyplácen plat jako obdoba žoldu.
Obraz Šivádžho osobnosti je v pramenech hodnocen rozdílně. Podle domácí maráthské tradice byl statečný, velkorysý a moudrý, zatímco muslimské texty zdůrazňují jeho hrabivost a brutalitu. Pozdějšími, zejména nacionalistickými historiky, je Šivádží oslavován jako maráthský národní hrdina a inspirátor hinduistického odporu proti muslimskému útlaku. Faktem je, že od poražených muslimských států v okolí svého území vybíral velmi vysoké výpalné, proslul rovněž únosy bohatých muslimů kvůli výkupnému. Co do krutosti si nezadal se svým mughalským nepřítelem Aurangzébem, své odpůrce často zabíjel ocelovými "tygřími drápy", připevněnými k prstům.
Šivádžího nástupcem se stal roku 1680 jeho syn Šámbhúdží, který na rozdíl od skromného, asketicky žijícího otce proslul rozmařilostí. Jako vojevůdce nebyl Šambhúdží příliš úspěšný. Aurangzéb jej roku 1689 porazil, zajal, nechal dva týdny mučit a nakonec stít. Novým vládcem se stal Šivádžího mladší syn Rádžrám, za jehož vlády začal vzrůstat vliv péšvy na úkor slábnoucí královské moci. Tento vývoj se naplnil v další generaci, když se roku 1712 stal péšvou schopný Báladží Višvanáth, který se stal fakticky vládcem. Od roku 1749 byl péšva Báladží Ráo absolutním vládcem maráthského státu.